# Кънчо Кашеров
Кънчо Митков Кашеров е бивш български футболист, дефанзивен полузащитник.
Играл е за Берое (1975 – 1987), Спартак (Варна) (1987 – 1988), Локомотив (Стара Загора) (1988 – 1989) и Розова долина (1989 – 1990). Има 284 мача и 21 гола в А група (258 мача с 19 гола за Берое и 26 мача с 2 гола за Спартак). С отбора на Берое е шампион на България през 1986 и двукратен носител на Балканската клубна купа през 1983 и 1984 г. Има 7 мача за А националния отбор (1983 – 1987). За Берое има 10 мача в евротурнирите (2 за КЕШ, 4 за КНК и 4 за купата на УЕФА). Със своя темперамент, борбеност и всеотдайност той е една от големите фигури в отбора на Берое през 80-те години. Треньор на Локомотив (Стара Загора). Сега учител по физкултура в Пето основно училище „Митьо Станев“ Стара Загора